# 弯嘴芦雀
弯嘴芦雀（学名：Limnornis curvirostris），是雀形目灶鸟科的一种鸟类，属于单型的弯嘴芦雀属（学名：Limnornis）。
弯嘴芦雀体重约28.6克，翼长约69.9毫米，喙宽度约3.5毫米，喙厚度约4.7毫米，嘴峰长约23.5毫米，跗蹠长约25.5毫米，尾长约67.7毫米。
弯嘴芦雀是留鸟，栖息在湖泊、沼泽等湿地环境，它们是食肉动物，主要以昆虫、蜘蛛等陆生无脊椎动物为食。它们分布在巴西南部至乌拉圭南部和阿根廷东部。